# Municipalita Telavi
Municipalita Telavi (gruzínsky თელავის მუნიციპალიტეტი, Telavis municipaliteti) je územně-správní celek 2. úrovně (gruz: municipaliteti) na východě Gruzie, v kraji Kachetie při hranici s Dagestánem.

## Poloha
Na východě okres sousedí s okresem Kvareli, na severovýchodě s Ruskem (Dagestán), na severozápadě s okresem Achmeta, na jihovýchodě s okresem Gudžaani a na jihozápadě s okresem Sagaredžo.
Na severu sousedí s historickou oblastí Tušetie v okrese Achmeta, se kterou je spojena horskou silnicí vedoucí z Pšaveli přes průsmyk Abano v nadmořské výšce 2850 m.

## Historie

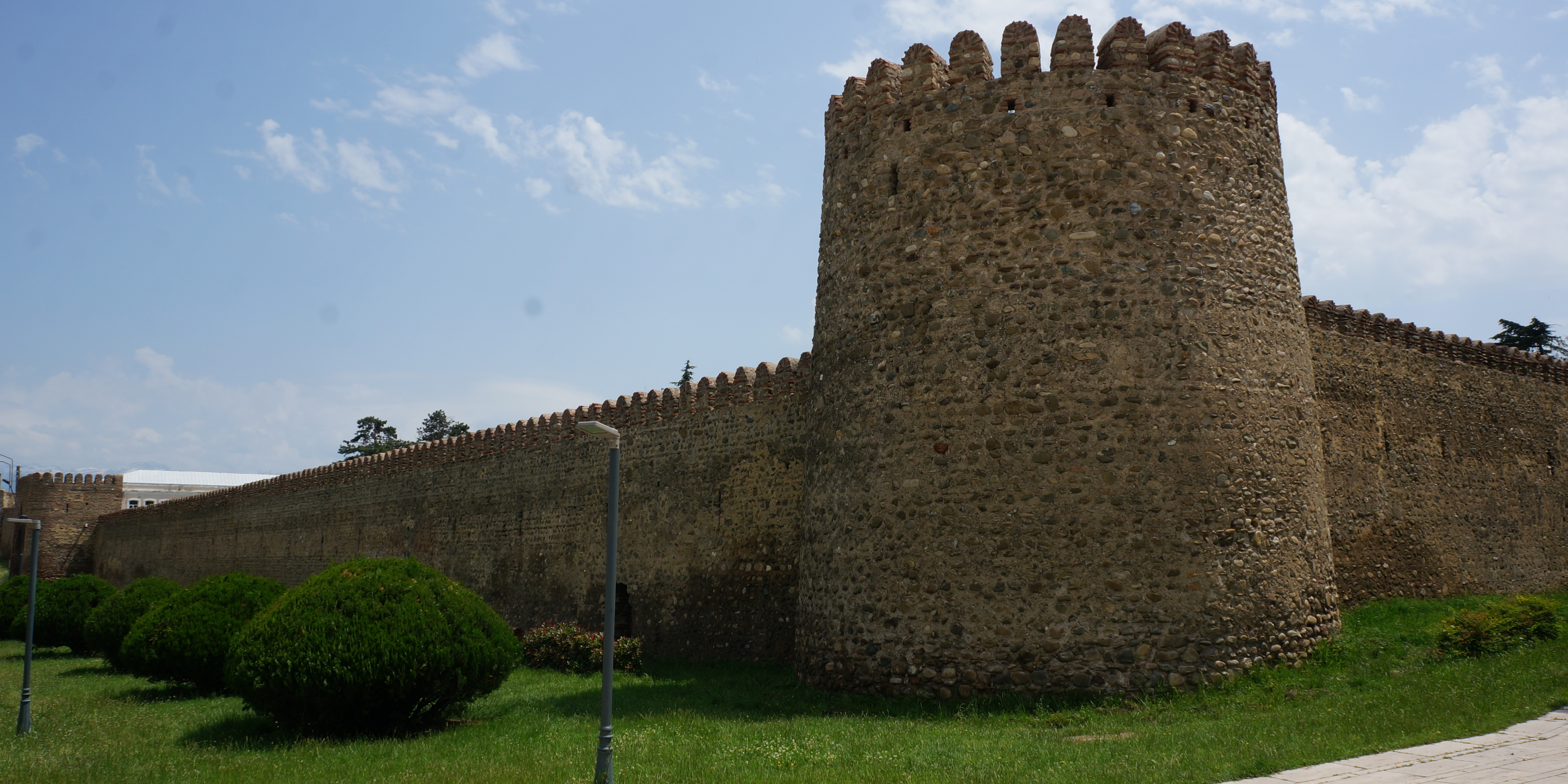
Středověká pevnost v Telavi

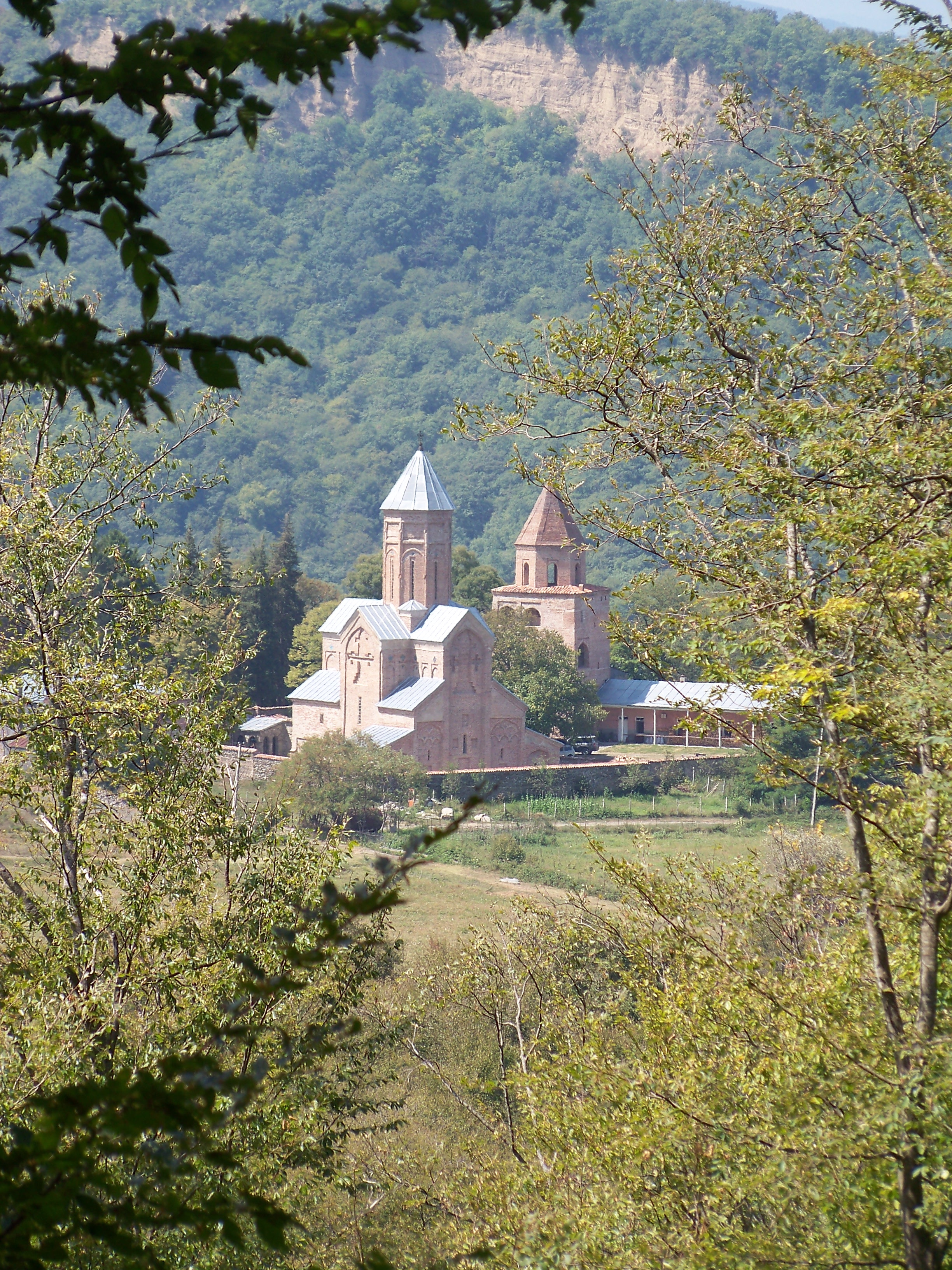
Klášter Achali šuamta

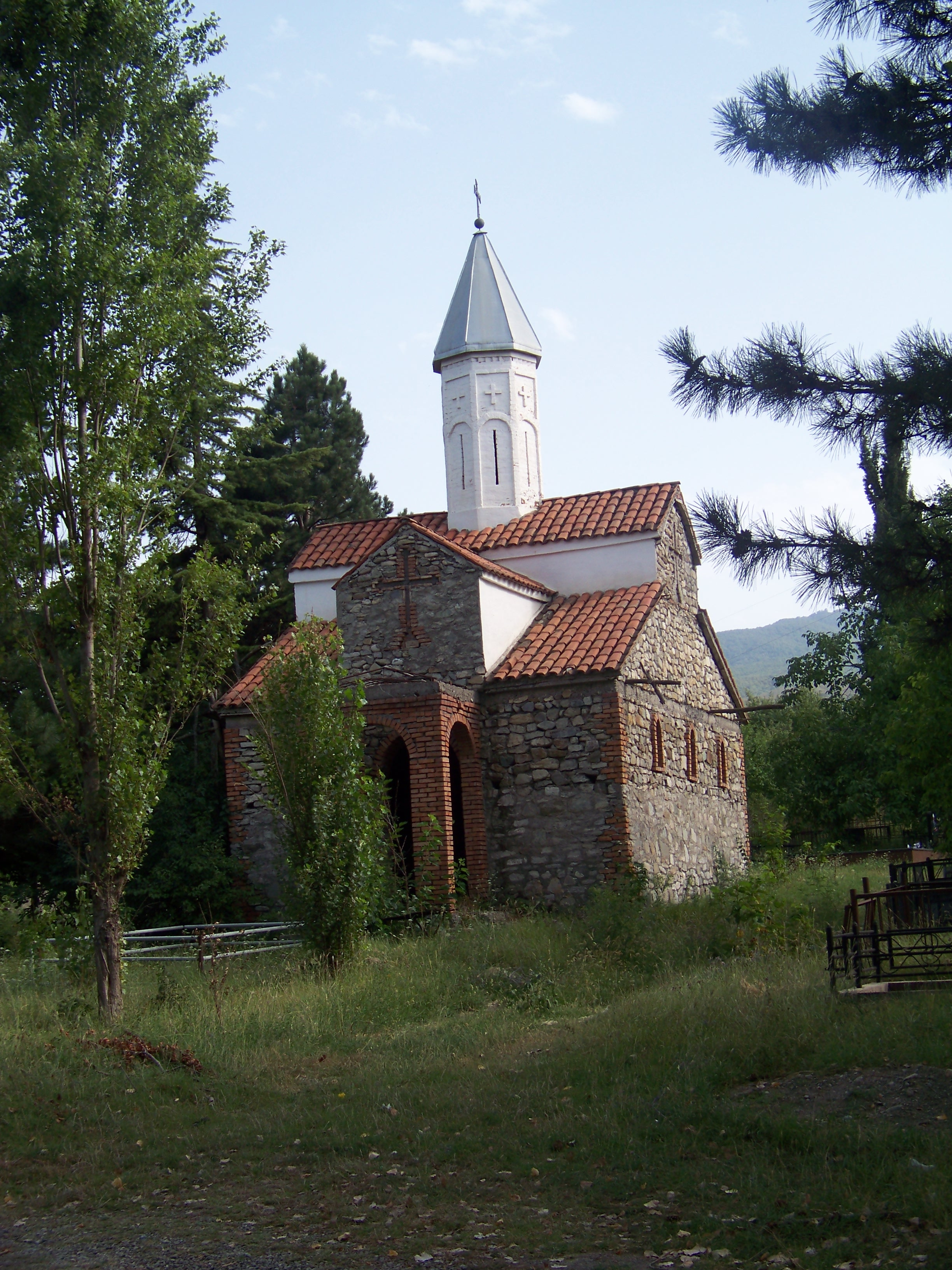
Kostel v Ruispiri

Oblast vděčí za svůj rozvoj  křesťanským misionářům , kteří od 4. století šířili náboženství, kulturu a vzdělání. Jejich centrem se stal klášter Ikalto.  Politickou a hospodářskou stabilitu  ve středověku zajistil  král David IV., který na přelomu 11. a 12. století založil pevnost a zvítězil nad nájezdy Seldžuků.  Od 15. století území trpělo nájezdy Mongolů, Osmanských Turků.
O další rozvoj  municipality se ve 2. polovině 18. století zasloužil  král Herakles II. Gruzínský,  který si v  pevnosti Telavi postavil palác s kostelem. Po jeho smrti od roku 1801 celou oblast zabralo Ruské impérium.   
Do roku 1917 území municipality patřilo do Telavské mazry Tbiliské provincie a od roku 1930 bylo samostatným okresem. Od roku 2006 se nazývá municipalitou, od roku 2014 od ní bylo odděleno město Telavi. V roce 2017 bylo město Telavi zbaveno statutu samosprávy a  připojilo se zpět k municipalitě.

## Obyvatelstvo
Etnické složení obyvatelstva (2014)
| Gruzíni | 86,49 % |
| Azerové | 12,77 % |
| Oseti   | 0,24 %  |
| Rusové  | 0,15 %  |
| Arméni  | 0,12 %  |

## Památky a turistické cíle

### Sakrální architektura
- Klášter s akademií Ikalto (gruzínsky იყალთო), založil je ve 4. století mnich Zenon z Ikalta, jeden ze 13 Asyrských Otců misionářů. Ve středověku kulturní, náboženské a vzdělávací centrum regionu. Dochovala se byzantská bazilika z 5. až 10. století, ruiny kláštera a akademie - filozofické školy.
- Klášter Dzveli šuamta (gruzínsky ძველი შუამთა, v překl. starý ležící mezi horami) sestávající z baziliky z 5. století a dvou kostel; s kopulemi. V 16. století zničen.
- Klášter Achali šuamta (gruzínsky ახალი შუამთა, v překl. nový ležící mezi horami) založila Tinati, manželka krále Lewana II. (1503–1574), klášter nový.
- Kostel ze 6. nebo 7. století v obci Kisischevi (gruzínsky კისისხევი)
- Klášter Mamadaviti poblíž vesnice Akura.

### Ostatní
- Historické muzeum
- Tsinandali - rezidence gruzínského prince Alexandra Čavčavadze, básníka romantismu a  generála ruské armády, nyní muzeum
- Resort Lopota – hotelový komplex u jezera Lopota, do kterého se vlévá stejnojmenná řeka. Součástí areálu je centrum vodních sportů, různé sportovní kluby a tenisové kurty pro mezinárodní profesioální turnaje.

## Školství
- Státní univerzita Jakuba Gogebašviliho byla založena roku 1999 z tradiční Akademie kláštera Ikalto, má teologickou a pedagogickou fakultu.[2]